# Alekseï Stakhanov
« Stakhanov » redirige ici. Pour les autres significations, voir Stakhanov (homonymie).
Alekseï Grigorievitch Stakhanov (en russe : Алексей Григорьевич Стаханов), né le 3 janvier 1906 à Lougovaïa près d'Orel et mort le 5 novembre 1977 à Torez dans l'oblast de Donetsk, est un célèbre mineur soviétique dont le nom fut largement exploité par la propagande stalinienne,.
Lors d'un concours organisé par le Komsomol, Alekseï Stakhanov, haveur du Donbass aurait accompli quatorze fois la norme d'extraction du charbon, le 31 août 1935, soit 102 tonnes en six heures de travail pour une norme de sept tonnes d’après les services de propagande, un chiffre en partie contesté. La propagande soviétique en a fait par la suite un exemple pour tous les ouvriers de l'URSS. Cette promotion du sacrifice personnel et de l'émulation entre travailleurs pour le bien du Parti a reçu le nom de stakhanovisme,,.

## Carrière
En 1927, Alekseï Stakhanov débute à la mine de « Tsentralnaïa-Irmino », dans la ville de Kadiïvka (Donbass). Sous le système soviétique, toutes les mines de charbon sont gérées par l'État et ont des objectifs précis à atteindre chaque mois. La mine de Tsentralnaïa-Irmino a toujours des performances plus basses que le reste de la région quand Stakhanov y est affecté.
En 1933, Stakhanov est affecté à l'équipe des perforateurs. Les mineurs utilisent des piolets pour détacher le charbon, puis le mettent dans des wagons et le font sortir de la mine par des chevaux. Allongé sur le côté ou sur le dos, le mineur perfore le charbon et s'occupe de surélever le plafond de la mine quand il n'a plus la place de passer. Stakhanov propose d'avoir un mineur chargé de la perforation, un autre du chargement du charbon sur les wagons, un autre de surélever le plafond de la mine quand c'est nécessaire et un dernier menant le poney, plutôt qu'un seul mineur enchaînant toutes ces tâches. Plutôt qu'un piolet, Stakhanov utilise une perceuse minière, qui pèse très lourd et exige une formation préalable.
Le directeur de la mine accepte de tenter l'expérience. Le 30 août 1935, on rapporte que Stakhanov et ses trois collègues ont extrait 102 tonnes de charbon, un record, en 5 h 45 min de travail, soit quatorze fois son quota. De ce fait, il gagne 200 roubles au lieu des 23 à 30 qu'il avait habituellement.
Son exemple est d'abord publié dans le journal local Kadievsky Proletary, puis repris par la Pravda à l'initiative de Grigory Ordjonikidze. Il apparaît même sur la couverture du magazine Time. L'héroïsme des ouvriers, à l'époque, est souvent valorisé, et Stakhanov en est un exemple criant.
La véracité de ce record est contestée. Selon l'historien expert en mouvement stakhanoviste Igor Avramenko, le travail du mineur à l'époque relevait aussi bien de l'extraction du charbon que de la consolidation des parois de la galerie au fur et à mesure de son avancement. Toutefois, Stakhanov a été déchargé de cette dernière tâche qui fut partagée entre deux de ses collègues : Borisenko et Tchigolev. Les supérieurs de Stakhanov ont omis d'en parler pour amplifier l'effet de l’exploit de leur héros en devenir.
Entre 1936 et 1941, Stakhanov étudie à l'Académie industrielle de Moscou et devient ami avec Vassili Djougachvili, fils de Staline. Entre 1941 et 1942, il est directeur de la mine no 31 de Karaganda. Entre 1943 et 1957, Stakhanov travaille au ministère de l'Industrie du charbon de l'Union soviétique. Entre 1957 et 1959, il est nommé directeur adjoint du combinat Chistiakovantratsit, puis devient ingénieur-chef assistant de la gestion de la mine no 2/43 du combinat de Torezantratsit jusqu'à sa retraite, en 1974.
Entre 1974 et 1977, il donne de nombreuses interviews à divers médias, dont ceux de pays communistes de l'Europe de l'Est, où il dénonce l'attitude des ouvriers qui ne vont pas assez vite au travail, ou qui ne produisent pas assez[réf. nécessaire].  
En 1977, il meurt d'une crise cardiaque, dans un service psychiatrique de l'hôpital de Thorez.

## Controverse concernant son prénom
Selon une information démentie par la fille de Stakhanov publiée dans le journal russe RIA Novosti, son véritable prénom n'aurait pas été Alekseï, mais Andreï. À l'époque, l'erreur de frappe dans l'article de la Pravda relatant son exploit l'aurait rebaptisé. À ce propos, selon une version, Stakhanov aurait écrit une lettre à Staline demandant la rectification, à quoi ce dernier aurait répondu que la Pravda ne commettait pas d'erreurs. Selon l'autre version, c'était Poskrebytchev, le secrétaire particulier de Staline, qui aurait évoqué le sujet et, là aussi, Staline aurait dit « Alekseï... un beau prénom russe, il me plaît tout autant », après quoi Stakhanov serait devenu officiellement Alekseï. Lors d'un entretien en 2012, la fille d'Alekseï Stakhanov dément formellement ces rumeurs et déclare qu'elle n'a jamais entendu personne appeler son père Andreï et que ce nom n'a jamais été utilisé par sa famille.

## Récompenses et distinctions
Stakhanov est député du premier Soviet suprême.
Il devient Héros du travail socialiste, reçoit l'Ordre de Lénine deux fois, l'Ordre du Drapeau rouge du Travail et de nombreuses médailles. Le dernier dimanche d'août est déclaré « Journée du mineur de charbon », vraisemblablement en son honneur.
En 1978, la ville de Kadiïvka, où il avait accompli ses exploits, est rebaptisée Stakhanov. Après la décommunisation en Ukraine, celle-ci retrouve son nom originel en 2016. Le concept de stakhanovisme porte son nom.